# Peter Donald
Peter Alexander Donald (* 15. Mai 1945 in San Francisco) ist ein US-amerikanischer Jazz-Schlagzeuger.

## Leben und Wirken
Donald wuchs in Woodside (Kalifornien) auf; als er 14 Jahre alt war, zog seine Familie nach Boston. Er hatte dort von 1964 bis 1969 Unterricht bei Alan Dawson und studierte von 1968 bis 1970 Komposition am Berklee College of Music. Von 1966 bis 1958 spielte er in John LaPortas Boston Youth Band; seinen ersten professionellen Job als Musiker hatte er 1965 bei Red Norvo.
Donald lebte seit Anfang der 1970er Jahre in Los Angeles, wo er die Popsängerinnen Olivia Newton-John und Helen Reddy begleitete und 1972 bis 1974 zur Begleitband von Carmen McRae gehörte; anschließend war er bis 1979 Mitglied der Toshiko Akiyoshi-Lew Tabackin Big Band und wirkte u. a. an deren Album Insights mit. Seine Arbeit mit dieser Bigband wurde auch in dem Dokumentarfilm Toshiko Akiyoshi: Jazz is my Native Language (1984) festgehalten. 
In Europa wurde Donald vor allem durch seine Mitgliedschaft im Quartett von John Abercrombie bekannt, dem er von 1978 bis 1982 angehörte, u. a. zu hören auf den ECM-Alben Abercrombie Quartet, M und Arcade. Ab 1975 war er als Studiomusiker in den Film- und Fernsehstudios tätig. 1982 nahm er als Mitglied des Quintetts von Warne Marsh und Gary Foster auf. Er schloss sich dem Trio von Denny Zeitlin (1983) und dem Orchester von Bob Florence (1985) an und blieb bei beiden bis in die frühen 1990er Jahre. 1991 machte er Aufnahmen im Trio von George Mraz, 2005 im Oktett von Dave Pell  (Sunday Afternoons at the Lighthouse Cafe). 
Donald war auch als Unternehmer für Werbemusik-Produktionen tätig und unterrichtete ab 1985 an der Grove School of Music. Er schrieb mehrere Lehrwerke über Schlagzeugspiel und Artikel für Modern Drummer und Percussive Notes.